# Ophelia Hayford
Ophelia Mensah Hayford é uma política do Gana. Ela contestou as Eleições Gerais no Gana em 2020 e ganhou a cadeira parlamentar pelo Grupo Constituinte de Mfantsiman.

## Política
Hayford é membro do Novo Partido Patriótico. O seu falecido marido, Ekow Hayford, era membro do parlamento pelo eleitorado de Mfantsiman. Após a morte do seu marido enquanto estava no cargo, ela decidiu substituí-lo como membro do parlamento pelo círculo eleitoral de Mfantsiman. Em dezembro de 2020, ela foi eleita membro do Parlamento para o círculo eleitoral de Mfantsiman depois de competir nas Eleições Gerais do Gana em 2020 sob a lista do Novo Partido Patriótico e vencer. Ela obteve 36.091 votos, o que representa 51,83% do total de votos expressos. Ela foi eleita contra James Essuon do Congresso Nacional Democrático e Alijatu Ibrahim do Movimento Sindical do Gana. Estes obtiveram 32.379 e 911 votos, respectivamente, do total de votos válidos expressos. Estes foram equivalentes a 46,76% e 1,31%, respectivamente, do total de votos válidos expressos.